# Hemistigma
Hemistigma es un género de libélulas de la familia Libellulidae. Contiene las especies siguientes:
- Hemistigma affinis (Rambur, 1842)
- Hemistigma albipuncta (Rambur, 1842)
- Hemistigma ouvirandrae (Förster, 1914)